# Défilé de la fête nationale chinoise
 (mai 2025).

Drapeau de l'armée populaire de libération

Le défilé de la fête nationale (chinois : 国庆阅兵), officiellement le défilé de la fête nationale de la République populaire de Chine (chinois : 中华人民共和国国庆阅兵), est un défilé civil-militaire qui se tient sur la place Tiananmen à Pékin, capitale de la République populaire de Chine, le 1er octobre, jour de la fête nationale de la République populaire de Chine. Il est organisé par l'Armée populaire de libération, la Police armée populaire et la Milice, ainsi que par des groupes civils du Parti communiste chinois (PCC). Elle a lieu tous les dix ans depuis 1959 et est retransmise en direct par la Télévision centrale de Chine depuis 1984.
Le dernier défilé de la fête nationale a eu lieu le 1er octobre 2019, à l'occasion du 70e anniversaire de la République populaire de Chine.

## Vue d'ensemble

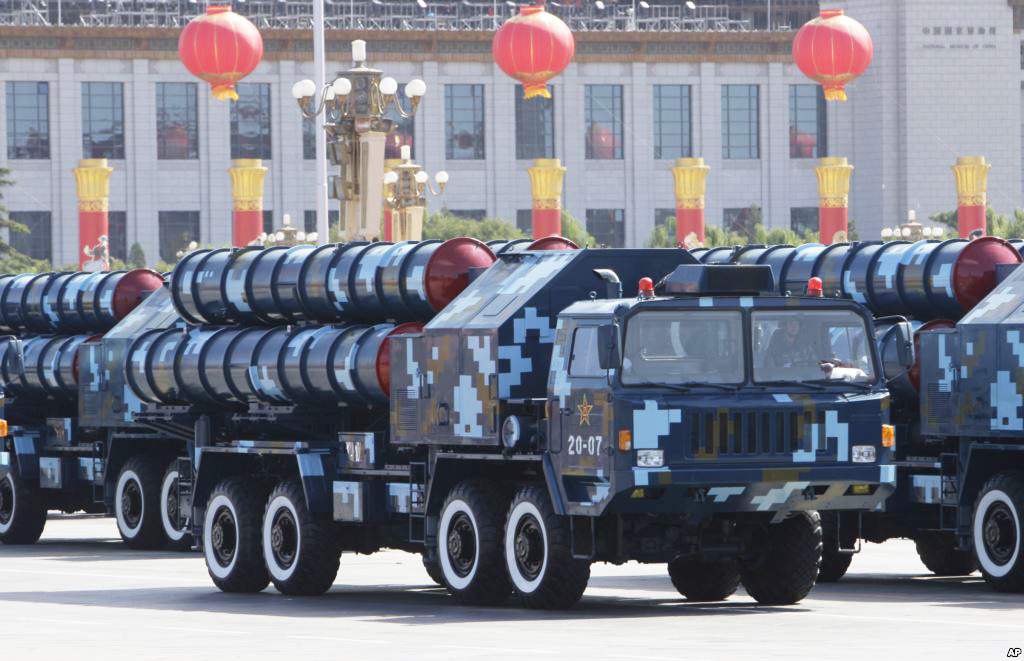
Un HQ-9 au défilé du 60e anniversaire de la Chine

Depuis le défilé de 1950, des défilés sont organisés sur la place Tiananmen pour marquer l'anniversaire de la fondation officielle de la RPC. Ces défilés ont désormais lieu tous les dix ans, depuis 1999, à l'occasion du jubilé d'or de la nation. Auparavant, des défilés annuels étaient organisés jusqu'en 1959, date à laquelle le PCC a décidé que la fête serait célébrée « avec frugalité ». Des défilés ont également eu lieu en 1964, 1966, 1969, 1970 et 1984.

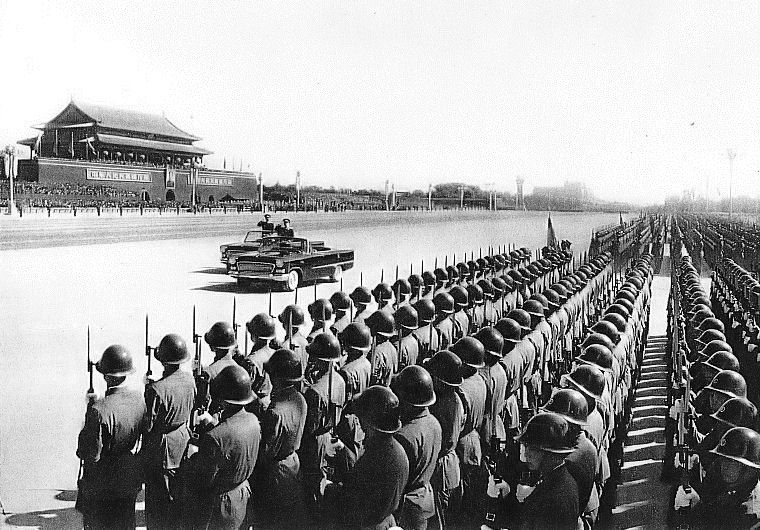
Le maréchal Lin Biao inspectant les soldats lors du défilé militaire du 10e anniversaire en 1959

Le défilé est présidé par le dirigeant suprême dans le cadre de ses fonctions politiques en tant que secrétaire général du Parti communiste chinois et de son mandat constitutionnel en tant que commandant suprême de l'APL et président de la Commission militaire centrale, depuis 1984. Le commandant de la parade doit être un officier général de l'APL ayant le grade de général de corps d'armée ou de général de division, qui occupe le poste de commandant du Central Theater Command, ou qui est un membre de haut rang des 15 départements actuels de la CMC. Jusqu'en 1959, pendant les années où le défilé s'est déroulé sous une forme nationalisée de la tradition soviétique, le défilé était inspecté par le ministre de la défense nationale, un poste de haut rang occupé soit par un général, soit (avant 1984) par un maréchal (avant 1954, par le commandant en chef de l'APL). Le maître de cérémonie de l'événement est soit le secrétaire du comité du parti de Pékin, soit un membre de haut rang du comité central du PCC.

## Déroulement

### Ouverture

#### Invités
A 10 heures, les fanfares militaires de l'Armée populaire de libération entonnent la Marche de bienvenue, marquant le début officiel de la cérémonie. À son arrivée, le dirigeant suprême est rejoint par les personnes suivantes sur la tribune de la porte de Tiananmen :
- Premier ministre du Conseil d'État de la RPC
- Présidents des comités permanents du Assemblée nationale populaire (APN) et de la Conférence consultative politique du peuple chinois (CCPPC)
- Hauts fonctionnaires du comité permanent du Politburo et des autres départements relevant du comité central du PCC
- Vice-président de la RPC
- Vice-premiers ministres du Conseil d'État de la RPC
- Vice-présidents de la Commission militaire centrale et membres des départements de la Commission
- Président de la Cour populaire suprême
- Procureur général du Parquet populaire suprême
- Conseillers d'État
- Vice-présidents du comité permanent de l'APN et du comité national de la CCPPC
- Secrétaires du Secrétariat du Parti communiste chinois
- Dirigeants retraités du parti et de la République
- Représentants de l'APN et de la CCPPC, y compris les dirigeants des factions du parti et les dirigeants des factions organisationnelles de la CCPPC
- Ministres du Conseil d'État et les chefs des agences gouvernementales nationales ayant le statut de ministre
- Membres du corps diplomatique et, le cas échéant, les chefs d'État et/ou de gouvernement étrangers présents
- Représentants du secteur privé, des entreprises nationales et régionales appartenant à l'État et des organisations populaires
- Parfois, les gouverneurs provinciaux, les maires des villes et les chefs des comités provinciaux et municipaux du Parti et des assemblées législatives régionales.

#### Levée des couleurs
Lors des défilés précédents, un spectacle de cascadeurs était organisé sur la place, composé de milliers de jeunes hommes et femmes de la capitale et de diverses régions du pays (supprimé en 2015), tandis que les bataillons d'étudiants des Jeunes Pionniers de Chine sont rassemblés aux côtés des orchestres de masse, dirigés par le directeur principal de la musique du service des orchestres militaires de l'APL, et composés d'environ 1 900 musiciens et musiciennes des différentes branches des orchestres militaires stationnés dans l'ensemble du pays. Les bataillons de pionniers portent les couleurs rouges des bataillons, que l'on peut voir devant leurs contingents respectifs.
La cérémonie de lever du drapeau suit les arrivées, mais contrairement à la cérémonie normale, la compagnie de la garde des couleurs, alors qu'une salve de 21 coups de canon est tirée par les artilleurs de la batterie d'honneur de l'État du commandement de la garnison de Pékin, s'éloigne des côtés du Monument aux héros du peuple, se forme et prend place au centre du terrain, près des fanfares. Cette séquence a été introduite en 1999 comme une sorte de reconstitution du lever du drapeau national sur la place en 1949.

Une fois cette étape franchie, le maître de cérémonie fait l'annonce au micro : 
Mesdames et Messieurs, veuillez vous lever pour le lever du drapeau national et le chant de l'hymne national ! 
L'officier des couleurs ordonne alors le salut et les fanfares jouent l'hymne national « La Marche des Volontaires » pendant que la compagnie des couleurs présente les armes. Une fois l'hymne joué, la compagnie des couleurs se met en place.

### Inspection
Alors que les hommes de troupe armés de la garnison de la capitale de Pékin prennent place, le président descend  à la porte de Tiananmen par l'ascenseur et monte à bord d'une Hongqi L5 à toit ouvert pour le segment d'inspection. A ce moment, il se prépare à inspecter environ 4 000 à 16 000 militaires de l'APL, des formations de la PAP et de la milice rassemblées par bataillons, ainsi que les 9 000 militaires de la colonne mobile avec environ 400 à 900 véhicules. Alors qu'il arrive devant la porte de l'avenue Chang'an, le commandant du défilé (jusqu'en 2017, le commandant de la région militaire de Pékin et, depuis 2017, le commandement du théâtre central) arrive dans une limousine similaire pour informer le président du début de l'inspection du défilé.
Le rapport terminé, le président inspecte ensuite les formations, chacun de ses chefs ordonnant un salut au passage et les bataillons présentant chacun leurs armes (les yeux à droite pour les formations non armées et les armes à gauche lorsqu'ils utilisent des fusils modernes), après quoi ils se mettent au garde-à-vous. Depuis 1984, les compagnies régulières de la garde d'honneur du bataillon de la garde d'honneur de la garnison de Pékin et de l'unité nationale de la garde des couleurs, sont les premières à faire la queue pour le segment d'inspection du défilé.
Lorsque le chef suprême passe devant une milice ou un bataillon rassemblé, les soldats saluent et le chef suprême salue les soldats en disant « Bonjour, camarades ! » (同志们好 !) ou « [Merci] de travailler dur ». (同志们好 !) ou « Merci pour votre travail, camarades ! ». (同志们辛苦了 !). Les soldats répondent en disant « Bonjour, Monsieur le Président ! ». (主席好 !) ou « [Nous] servons le peuple ! » (为人民服务 !).
Après l'inspection, le président retourne à la porte Tiananmen pour prononcer le discours national de la fête, au même moment, le commandant prend également place à la porte et les formations du défilé se forment en ordre de revue, la colonne mobile se formant désormais en plus du défilé aérien.
Lors du défilé de 2019, l'ordre a été inversé, cette fois le président prononça le discours d'ouverture avant de quitter la porte pour l'inspection du défilé.

### Parade
L'ordre « Commencez le défilé ! » lancé par le commandant du défilé au sommet de la porte de Tiananmen est le signal pour commencer. Les soldats passent alors devant la porte, où les dignitaires sont situés. Alors que les fanfares jouent la marche de parade de l'APL, une version spéciale de l'hymne militaire de l'Armée populaire de libération, la colonne terrestre commence à défiler. Depuis 1984, les compagnies de gardes d'honneur régulières du bataillon de gardes d'honneur de la garnison de Pékin, y compris la compagnie féminine, sont les premières à défiler devant les dignitaires, précédées par la garde du drapeau portant le drapeau de l'APL, qui sert de couleur nationale de facto, aux côtés du drapeau national et du drapeau du parti qui le précèdent tous deux. Chacun des bataillons qui défilent est composé des éléments suivants :
- Officiers de la CMC, de la DMN et de la police armée populaire
- Université de la défense nationale
- Académies militaires et écoles d'officiers
- Forces terrestres de l'APL
- Marine de l'APL
- Corps des Marines de l'APL
- Armée de l'air de l'APL
- Corps aéroporté de l'APL
- Forces d'opérations spéciales de l'APL
- Forces de fusées de l'APL
- Force de soutien logistique interarmées
- Contingent féminin du personnel de l'APL
- Police armée populaire
- Forces de réserve de l'APL
- Milice chinoise de la CMC et de la NDMC
- Travailleurs civils de la CMC, de l'APL et de la DMN
- Bataillon du personnel de l'APL servant dans les opérations de maintien de la paix de l'ONU

Jusqu'au défilé de 1959, l'APL, la PAP et la milice défilaient séparément pendant le défilé proprement dit (la milice défilait dans le cadre de la colonne civile). Chaque bataillon est composé de 350 soldats (14 rangées de 25 soldats) et est dirigé par le commandant du bataillon et son commissaire politique, qui marchent en tête de leur unité.
Une colonne mobile suit ensuite, également formée en bataillons, mais avec le personnel de commandement monté sur leurs véhicules pendant qu'ils rendent les honneurs. Ces véhicules sont constitués de véhicules et d'équipements militaires de production nationale pour la plupart, en service et en cours d'introduction pour répondre aux besoins de l'APL moderne. Une unité notable de la colonne mobile est le contingent féminin du Bethune Medical College, qui a été introduit dans le défilé en 1984. Le défilé aérien des forces terrestres, de la marine et de l'armée de l'air suit cette colonne.

## Liste des parades
| Année | Président     | Commandant de la parade | Inspecteur de la parade | Nombre de participants |
| ----- | ------------- | ----------------------- | ----------------------- | ---------------------- |
| 1949  | Mao Zedong    | Nie Rongzhen            | Zhu De                  | 16 000                 |
| 1950  | Mao Zedong    | Nie Rongzhen            | Zhu De                  | 24 200                 |
| 1951  | Mao Zedong    | Nie Rongzhen            | Zhu De                  | 13 350                 |
| 1952  | Mao Zedong    | Nie Rongzhen            | Zhu De                  | 11 300                 |
| 1953  | Mao Zedong    | Nie Rongzhen            | Zhu De                  | 10 050                 |
| 1954  | Mao Zedong    | Yang Chengwu            | Peng Dehuai             | 10 400                 |
| 1955  | Mao Zedong    | Yang Chengwu            | Peng Dehuai             | 10 300                 |
| 1956  | Mao Zedong    | Yang Chengwu            | Peng Dehuai             | 12 000                 |
| 1957  | Mao Zedong    | Yang Chengwu            | Peng Dehuai             | 7 100                  |
| 1958  | Mao Zedong    | Yang Chengwu            | Peng Dehuai             | 10 000                 |
| 1959  | Mao Zedong    | Yang Yong               | Lin Biao                | 11 000                 |
| 1984  | Deng Xiaoping | Qin Jiwei               | Deng Xiaoping           | 10 400                 |
| 1999  | Jiang Zemin   | Li Xinliang             | Jiang Zemin             | 11 000                 |
| 2009  | Hu Jintao     | Fang Fenghui            | Hu Jintao               | 11 000                 |
| 2019  | Xi Jinping    | Yi Xiaoguang            | Xi Jinping              | 19 000                 |